# Agustín Díaz Yanes

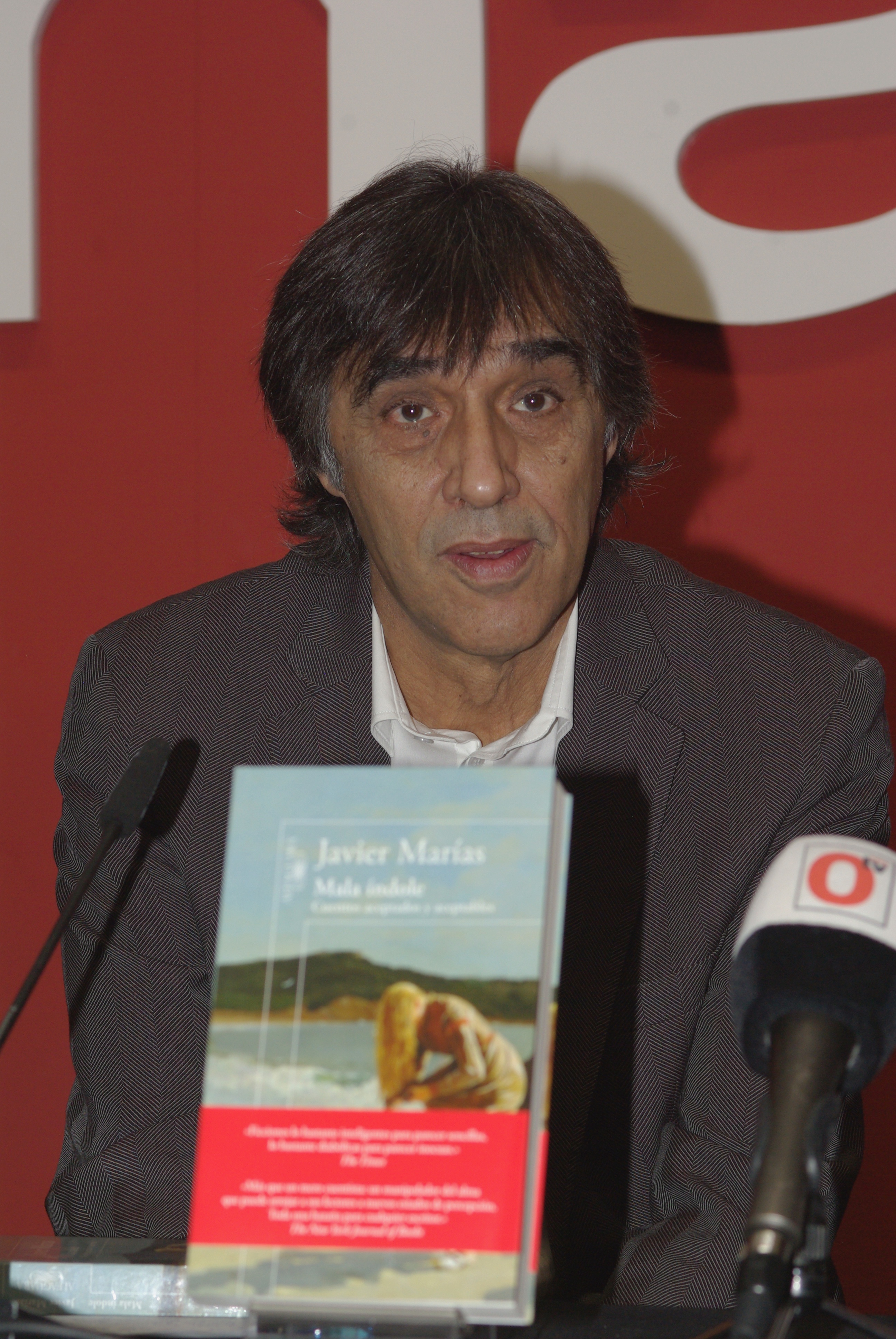
Agustín Díaz Yanes (2012)

Agustín Díaz Yanes (* 1950 in Madrid) ist ein spanischer Regisseur und Drehbuchautor. Er ist Träger des spanischen Filmpreises Goya.

## Biographie
Díaz Yanes wurde 1950 in der spanischen Hauptstadt geboren. In den 1970er Jahren schrieb er sich erfolgreich an der Universität von Madrid für das Fach Geschichte ein und arbeitete wie ein Literaturkritiker. In dieser Zeit erwachte sein Interesse am Kino und er begann seine ersten Drehbücher zu verfassen. Diese sollten später für einige Filme adaptiert werden.
Bisher arbeitete er schon mit mehreren Filmgrößen zusammen, wie zum Beispiel mit Penélope Cruz im Film Sin noticias de Dios oder mit Viggo Mortensen im Film Alatriste, die beide für den Goya nominiert wurden.

## Filmografie
Drehbuch:
- 1988: Baton Rouge
- 1994: Belmonte
- 1997: Al límite

Regie und Drehbuch:
- 1995: Nadie hablará de nosotras cuando hayamos muerto
- 2001: Sin noticias de Dios
- 2006: Alatriste
- 2008: Las Bandidas – Kann Rache schön sein! (Solo quiero caminar)

## Auszeichnungen
- 1996: Goya für das Beste Drehbuch im Film „Nadie hablará de nosotras cuando hayamos muerto“
- 2001: Nominiert bei Goya für „Sin noticias de Dios“
- 2006: Nominiert bei Goya für „Alatriste“